# Past Lives
A Past Lives az angol Black Sabbath heavy metal együttes, 2002-ben megjelent koncertlemeze. A két CD-s lemez első diszkjén egy 1973. március 11-én rögzített Manchesteri és egy 1973. március 16-i Londoni koncert hallható. A londoni felvétel a Rainbow Theatre-ben készült. A kettes diszk első és 5-9 dala 1970. december 20-án Párizsban került rögzítésre az Olympia Theatre-ben, a 2-4-es számok pedig egy 1975. augusztus 6-i New Jersey-beli koncertet örökítenek meg. 
A lemez a Billboard listán a 114. lett.

## Számlista
Minden dalt Ozzy Osbourne, Tony Iommi, Geezer Butler és Bill Ward jegyez.

### CD 1
1. "Tomorrow's Dream"  – 3:03
2. "Sweet Leaf"  – 5:26
3. "Killing Yourself to Live"  – 5:29
4. "Cornucopia"  – 3:57
5. "Snowblind"  – 4:46
6. "Children of the Grave"  – 4:33
7. "War Pigs"  – 7:36
8. "Wicked World"  – 18:55
9. "Paranoid"  – 3:14

### CD 2
1. "Hand of Doom"  – 8:25
2. "Hole in the Sky"  – 4:46
3. "Symptom of the Universe"  – 4:52
4. "Megalomania"  – 9:53
5. "Iron Man"  – 6:25
6. "Black Sabbath"  – 8:23
7. "N.I.B."  – 5:31
8. "Behind the Wall of Sleep"  – 5:03
9. "Fairies Wear Boots"  – 6:39

## Közreműködők
- Ozzy Osbourne - ének
- Tony Iommi - gitár
- Geezer Butler - basszusgitár
- Bill Ward - dob